# Džoni Novak
Džoni Novak (ur. 4 września 1969 w Lublanie) – słoweński piłkarz grający na pozycji obrońcy.
Podczas kariery piłkarskiej Novak występował w reprezentacji Jugosławii oraz reprezentacji Słowenii, z którą uczestniczył w ME 2000 oraz MŚ 2002.

## Sukcesy piłkarskie
- mistrzostwo Jugosławii 1992
- mistrzostwo Słowenii 1994,1995
- mistrzostwo Grecji 2003